# Загора (Хърватия)
Вижте пояснителната страница за други значения на Загора.
Загора (на хърватски: Zagora) е името на вътрешната неприморска географска област на Хърватия, принадлежаща към Далмация, но неразположена по адриатическото крайбрежие.

## География
Загора е територията от Шибеник до Западна Херцеговина и включва в себе си две хърватски жупании – Сплитско-далматинска жупания и Шибенишко-книнска жупания. Областта е с дължина 150 км и е отделена от крайбрежието от планинската верига: Козяк (780 м), Мосор (1339 м), Омишка Динара (864 м), Биоково (1762 м) и Рилиц (1160 м).

## Климат
В Загора, за разлика от крайбрежието, преобладава умереноконтиненталният климат със сурова и хладна зима и горещо лято с много валежи.